# Dolichocoxys
Dolichocoxys är ett släkte av tvåvingar. Dolichocoxys ingår i familjen parasitflugor.
Kladogram enligt Catalogue of Life:
| Dolichocoxys | \| \| Dolichocoxys femoralis \| \| \| \| \| \| Dolichocoxys rossica \| \| \| \| |
|              | \| \| Dolichocoxys femoralis \| \| \| \| \| \| Dolichocoxys rossica \| \| \| \| |
|              | Dolichocoxys femoralis                                                          |
|              |                                                                                 |
|              | Dolichocoxys rossica                                                            |
|              |                                                                                 |